# Tim Heald
Pour les articles homonymes, voir Heald.
Tim Heald, né le 28 janvier 1944 à Dorchester, dans le Dorset, et mort le 20 novembre 2016, est un écrivain britannique, auteur de roman policier.

## Biographie
Tim Heald fait ses études à la Sherborne School et au Balliol College et obtient une maîtrise en histoire moderne en 1965.
Il écrit de nombreuses biographies officielles, dont celle de Philip Mountbatten, Duc d'Édimbourg, Philip: A Portrait of the Duke of Edinburgh (1991), celle la Princesse Margaret du Royaume-Uni, Princess Margaret (2007) et celle du commentateur de cricket Brian Johnston, Brian Johnston - the Authorised Biography (1995).
En tant que journaliste, Tim Heald a écrit pour Punch, The Spectator, The Sunday Times, Daily Express, The Times et The Daily Telegraph.
De 1997 à 2001, il est professeur d'écriture créative à l'université de Tasmanie et à l'université d'Australie-Méridionale.
En littérature, il publie en 1973 son premier roman policier, Unbecoming Habits, titre qui inaugure une série mettant en scène Simon Bognor, investigateur spécial. En 2004, il commence une trilogie ayant comme héros le docteur Tudor Cornwall. 
Tim Heald est admis au sein du Detection Club en 1987.

## Œuvre

### Romans

#### SérieSimon Bognor
- Unbecoming Habits (1973)
- Blue Blood Will Out (1974)
- Deadline (1975)
- Let Sleeping Dogs Die (1976)
- Just Desserts (1977)
- Murder at Moose Jaw (1981)
- A Small Masterpiece (1982), aussi paru sous le titre Masterstroke
- Red Herrings (1985)
- Brought to Book (1988)
- Business Unusual (1989)
- Death in the Opening Chapter (2011)
- Poison at the Pueblo (2012)

#### SérieTudor Cornwall
- Death and the Visiting Fellow (2004)
- Death and the D’Urbervilles (2005)
- A Death on the Ocean Wave (2007)

#### Autres romans
- Caroline R (1980), signé David Lancaster
- Class Distinctions (1984)
- Stop Press (1998)

### Recueil de nouvelles
- The Rigby File (1989)

### Autres ouvrages et biographies
- It's a Dog's Life: The Story of Man's Best Friend (1971)
- Jealous in Honour (1977)
- HRH: The Man Who Will be King (1979), coécrit avec Mayo Mohs
- Networks (1983)
- The Character of Cricket (1986)
- By Appointment: 150 Years of the Royal Warrant and Its Holders (1989)
- My Lord's (MCC Cricket Library) (1990)
- The Duke: Prince Philip, Duke of Edinburgh, at 70 (1991)
- Philip: A Portrait of the Duke of Edinburgh (1991) Publié en français sous le titre Le Duc : un portrait du Prince Philip, Zélie (1992)  (ISBN 2-84069-001-2)
- Honourable Estates (1992)
- A Life of Love: Barbara Cartland (1994)
- Denis: The Authorized Biography of the Incomparable Compton (1994)
- Brian Johnston - the Authorised Biography (1995)
- Denis (1996)
- Beating Retreat (1997)
- British Sports Writing 1997 (1997)
- A Peerage for Trade (2002)
- Village Cricket (2004)
- Denis Compton (2007)
- Princess Margaret (2007)
- Jardine's Last Tour (2011)
- The Queen (2011)
- The Duke (2013)

## Prix et distinctions

### Nominations
- John Creasey New Blood Dagger 1973 pour Unbecoming Habits[1].
- Last Laugh Dagger Award 1989 pour The Rigby File[1]